# Калашиновка (Самарская область)
Калашиновка — село в Алексеевском районе Самарской области России. Входит в состав сельского поселения Летниково.

## География
Село находится в юго-восточной части Самарской области, в пределах возвышенности Общий Сырт, в степной зоне, на левом берегу реки Чапаевки, на расстоянии примерно 16 километров (по прямой) к юго-западу от села Алексеевки, административного центра района. Абсолютная высота — 107 метров над уровнем моря.
Часовой пояс
Село Калашиновка, как и вся Самарская область, находится в часовой зоне МСК+1. Смещение применяемого времени относительно UTC составляет +4:00.

## Население
| 1986 | 2002 | 2010 | 2014 | 2015 |
| ---- | ---- | ---- | ---- | ---- |
| 219  | ↘206 | →206 | ↗217 | ↘212 |

Половой состав
По данным Всероссийской переписи населения 2010 года в гендерной структуре населения мужчины составляли 51,9 %, женщины — соответственно 48,1 %.
Национальный состав
Согласно результатам переписи 2002 года, в национальной структуре населения русские составляли 91 % из 206 чел.